# جوستا دلادلا
جوستا دلادلا (بالإنجليزية: Josta Dladla)‏ (13 يوليو 1979 بسويتو في جنوب أفريقيا - ) هو لاعب كرة قدم جنوب أفريقي في مركز الوسط. شارك مع منتخب جنوب أفريقيا لكرة القدم. أما مع النوادي، فقد لعب مع آرهوس جمناستيك فورينينغ وبيدفيست ويتس وماميلودي صن داونز ونادي كايزر تشيفز وموروكا سوالوز.

## وصلات خارجية
- جوستا دلادلا على موقع قاعدة بيانات كرة القدم.إي يو (الإنجليزية)
- جوستا دلادلا على موقع ناشيونال فوتبول تيمز (الإنجليزية)